# Pradelles-Cabardès
Pradelles-Cabardès är en kommun i departementet Aude i regionen Occitanien  i södra Frankrike. Kommunen ligger  i kantonen Mas-Cabardès som ligger i arrondissementet Carcassonne. År 2022 hade Pradelles-Cabardès 160 invånare.

## Befolkningsutveckling
Antalet invånare i kommunen Pradelles-Cabardès
Referens: INSEE